# Zuiderstraat 34 (Noordbroek)
De rentenierswoning aan de Zuiderstraat 34 in de Groningse plaats Noordbroek werd in 1910 gebouwd en is erkend als rijksmonument.

## Beschrijving
Het pand aan de Zuiderstraat 34 werd in 1910 gebouwd in opdracht van de landbouwer Engel Engels. De ontwerper was waarschijnlijk de architect Geert Kruizinga uit Oostwold. Hij ontwierp het pand in een overgangsstijl. De opdrachtgever bezat aan de overzijde van de weg, aan de Zuiderstraat 61, een boerderij. Ook deze boerderij, die omstreeks 1868 werd gebouwd, is inmiddels erkend als een rijksmonument. Engels verkocht de boerderij in hetzelfde jaar waarin hij de rentenierswoning liet bouwen, in 1910.

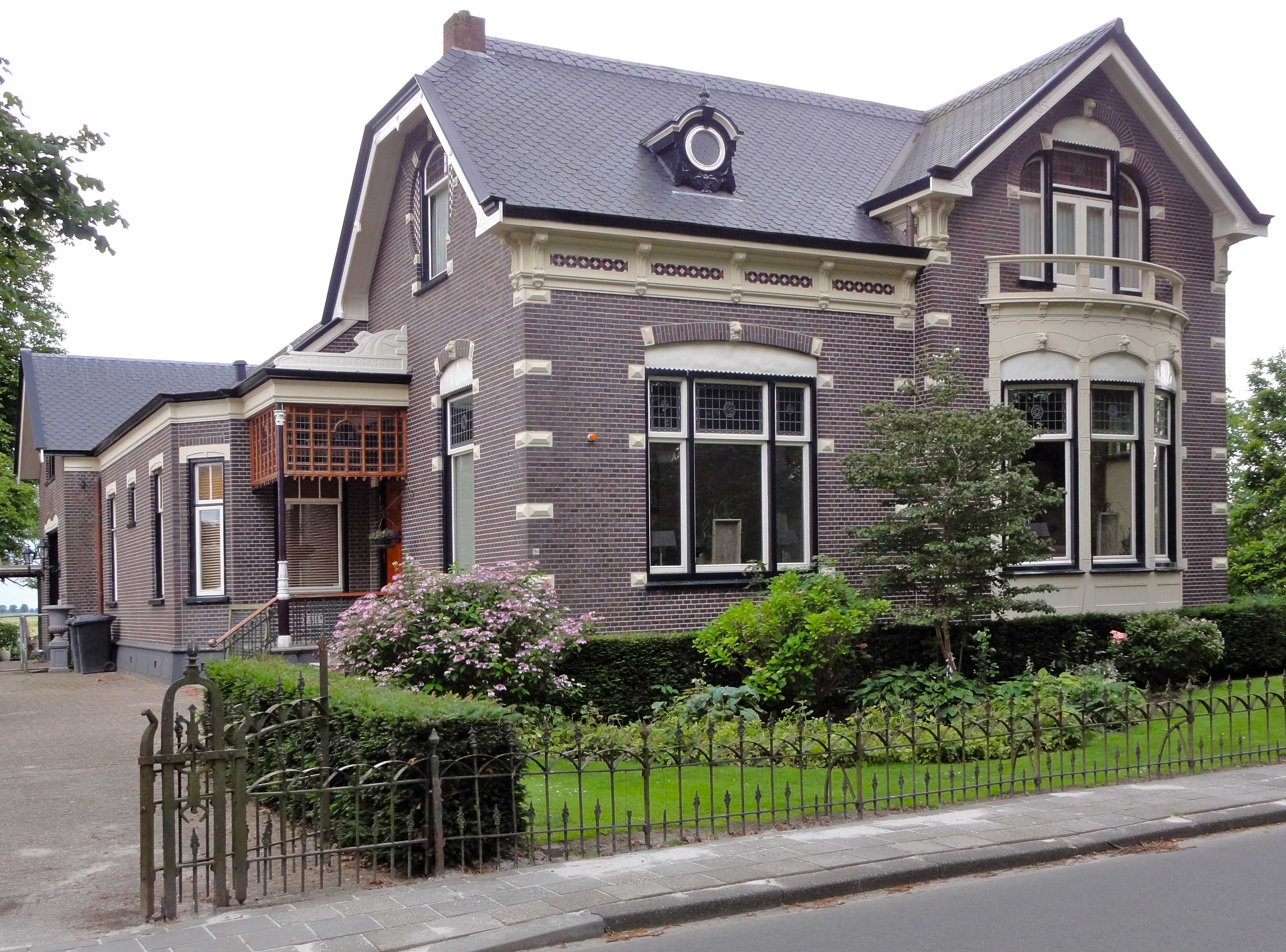
Noordwestzijde van het pand

De hoofdingang van de woning bevindt zich aan de noordzijde van de woning. Een granieten stoep van drie treden leidt naar een bordes onder een luifel. Bij de ingang bevindt zich een gevelsteen met de initialen van de eerste bewoners Engel Engels en Anna Oosthoff en het stichtingsjaar 1910. De westgevel aan de straatzijde heeft aan de rechterzijde een uitspringend geveldeel met een gebogen erker. Boven de erker bevindt zich een eveneens gebogen balkon met een open hekwerk. Het grote raam, links van de erker, de drie ramen in de erker en de deur op het balkon bezitten segmentbogen met een leeuwenkop als sluitsteen. Aan de zuidzijde van het pand bevindt zich een grote houten serre. Een stoep van drie treden geeft toegang tot de tuin. Boven de serre is een balkon. Ook boven het raam in dit geveldeel en boven de balkondeuren bevinden zich in de segmentbogen sluitstenen met leeuwenkoppen. In het pleisterwerk onder het dak zijn zowel in de westgevel als in de zuidgevel decoratieve elementen aangebracht. Aan de westzijde zijn dat ornamenten in de vorm van een o en in de zuidgevel in de vorm van een x. Aan de niet van de straatzijde zichtbare oostzijde van het pand is een koetshuis aangebouwd. Aan die zijde is ook een veranda. Op het dak aan de straatzijde bevindt zich een kleine dakkapel van blik met een oeil de boeuf, een klein rond venster. De schoorstenen staan op de nok aan de noord en aan de zuidzijde van het dak.
De woning is erkend als rijksmonument vanwege het algemeen belang en de architectuur- en cultuurhistorische waarde. Het pand wordt gezien als een voorbeeld van een rentenierswoning met koetshuis uit de beginjaren van de twintigste eeuw. Ook de hoge mate van gaafheid van het pand, de art-nouveauelementen en de opvallende ligging aan de Zuiderstraat in Noordbroek speelden onder meer een rol bij de aanwijzing tot rijksmonument.